# Aleksej Sobolev
Aleksej Aleksandrovitsj Sobolev (Russisch: Алексей Соболев) (1 september 1991) is een Russische snowboarder.

## Carrière
Bij zijn wereldbekerdebuut, in maart 2009 in Moskou, scoorde Sobolev direct zijn eerste wereldbekerpunten. Twee jaar later boekte hij in Bardonecchia zijn eerste wereldbekerzege.
Tijdens de wereldkampioenschappen snowboarden 2011 in La Molina eindigde Sobolev als zesendertigste op het onderdeel slopestyle. In Stoneham-et-Tewkesbury nam de Rus deel aan de FIS wereldkampioenschappen snowboarden 2013. Op dit toernooi eindigde hij als vierde op het onderdeel Big Air, op het onderdeel slopestyle strandde hij in de kwalificaties.
In 2014 nam Sobolev een eerste keer deel aan de Olympische Spelen. Op de slopestyle eindigde hij 20e.

## Resultaten

### Olympische Winterspelen
| Jaar | Plaats | Resultaten     |
| ---- | ------ | -------------- |
| 2014 | Sotsji | 20e Slopestyle |

### Wereldkampioenschappen
| Jaar | Plaats                 | Resultaten                |
| ---- | ---------------------- | ------------------------- |
| 2011 | La Molina              | 36e Slopestyle            |
| 2013 | Stoneham-et-Tewkesbury | 4e Big Air 22e Slopestyle |

### Wereldbeker
Eindklasseringen
| Seizoen   | Algm | BA  | SBS |
| --------- | ---- | --- | --- |
| 2008/2009 | 253e | 73e | –   |
| 2009/2010 | –    | –   | –   |
| 2010/2011 | 19e  | 9e  | –   |
| 2011/2012 | 9e   | 5e  | 24e |
| 2012/2013 | 83e  | 16e | 53e |

Wereldbekerzeges
| Datum         | Plaats       | Onderdeel  |
| ------------- | ------------ | ---------- |
| 13 maart 2011 | Bardonecchia | Slopestyle |